# IEEE 1394
Lo IEEE 1394 (conosciuto più comunemente come FireWire e i.Link, denominazione utilizzata da Sony), in informatica ed elettronica, è un'interfaccia standardizzata per un bus seriale. Lo standard, di proprietà Apple, supporta due diverse modalità di trasferimento dati: asincrona e sincrona. La modalità asincrona avviene quando il dato spedito viene ricevuto dall'altra parte del cavo elettrico. Nel caso in cui la linea non fosse libera, viene nuovamente inviato. La modalità sincrona prevede un invio di dati attraverso il flusso continuo in tempo reale. In questa modalità si possono acquisire dati dagli apparecchi digitali come fotocamere e videocamere.

## Storia e descrizione

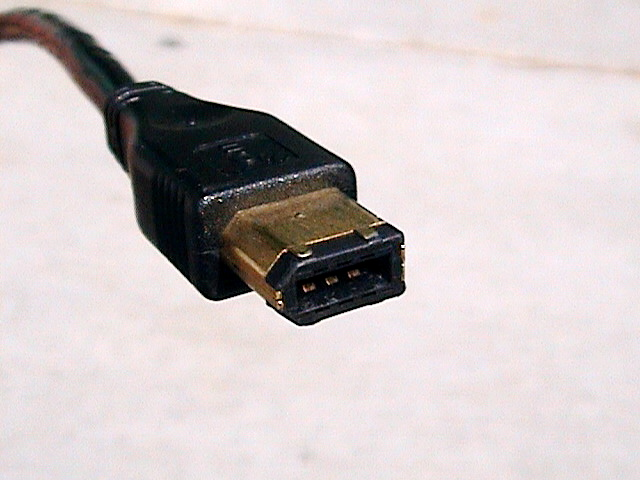
Connettore Firewire 400 a 6 pin

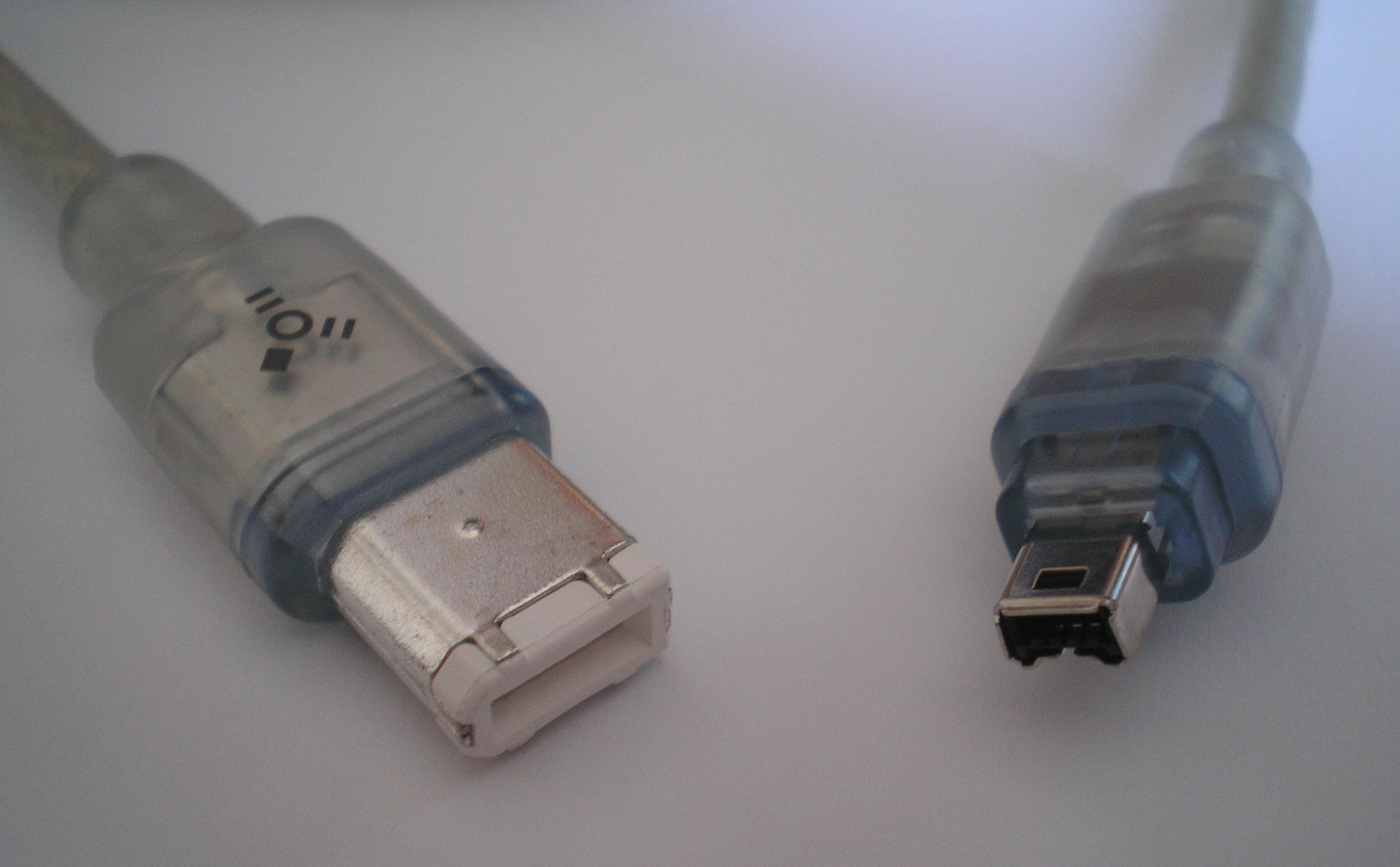
Connettori IEEE 1394 a 6 e 4 pin a confronto

Il FireWire è stato sviluppato per essere utilizzato nei personal computer e nei dispositivi multimediali, sviluppato inizialmente da Apple Computer. Lo sviluppo venne terminato nel 1995 e IEEE lo ha denominato 1394. Lo standard 1394 è attualmente definito da tre documenti: l'originale IEEE Std 1394-1995, il IEEE Std 1394a-2000 amendment, e il IEEE Std 1394b-2002 amendment. L'implementazione di Sony di questo standard si chiama i.Link, e usa un connettore con solo 4 pin, eliminando i pin dedicati all'alimentazione per esempio sulle videocamere che non ne hanno bisogno, altri apparati della stessa ditta hanno invece un connettore standard a 6 pin.

## Diffusione e specifiche
La connessione FireWire viene comunemente usata per collegare dispositivi di archiviazione o dispositivi di acquisizione video. Viene utilizzato anche in apparecchiature di acquisizione audio e video professionali per via della ampiezza di banda della connessione, della sua predisposizione a trattare flussi multimediali, della capacità di sopportare potenze maggiori e della possibilità di stabilire una connessione tra dispositivi senza il tramite di un computer.
L'interfaccia FireWire è tecnicamente superiore all'interfaccia USB, ma questa è molto più diffusa per via dei brevetti. Apple e altre ditte richiedono il pagamento di brevetti per ogni implementazione della FireWire (normalmente 0,25 dollari per l'utente finale). Sebbene siano cifre ridotte, molti produttori realizzano prodotti a bassissimo margine di guadagno e quindi preferiscono utilizzare la tecnologia USB che, essendo esente dal pagamento di brevetti, consente loro di ottenere prodotti più economici.

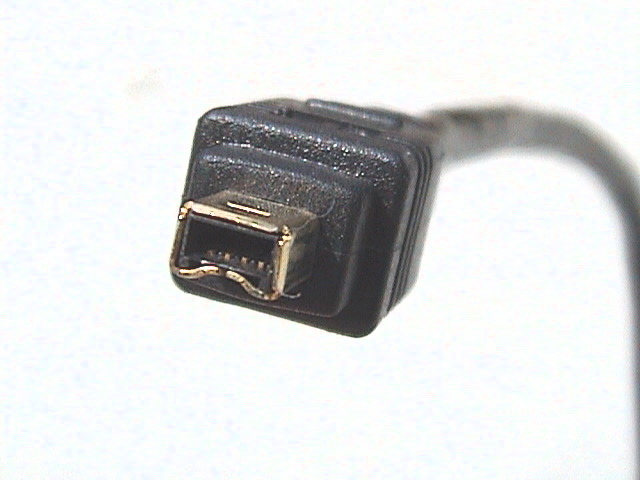
Connettore Firewire 400 a 4 pin. Questo connettore non è alimentato.

La FireWire supporta fino a 63 periferiche organizzate in una rete non ciclica (a differenza per esempio della catena SCSI). Permette una comunicazione "peer-to-peer" tra i dispositivi. Quindi i vari dispositivi possono comunicare tra loro senza dover utilizzare il computer come arbitro. Per esempio una videocamera digitale potrebbe riversare il filmato video su un hard disk esterno senza l'intervento del computer.
Supporta il collegamento a caldo e la presenza di più Host tramite una gestione degli IP software. Quindi una connessione FireWire può essere utilizzata per creare una rete locale tra due computer quattro volte più veloce di una normale rete Ethernet a 100 Mbit/s. Il cavo FireWire supporta fino a 45 W ed è quindi in grado di alimentare la maggior parte dei dispositivi portatili.
Il suffisso numerico 100, 200, 400, 800 specifica la velocità di trasferimento dati ai dispositivi in Mbit/s (in realtà 98,304, 196,608, 393,216 o 786,432 Mbit/s). La lunghezza del cavo è limitata a 4,5 m e fino a 16 cavi possono essere collegati tramite dei dispositivi che provvedono a rigenerare il segnale per arrivare a una lunghezza massima consentita dalle specifiche di 72 metri.

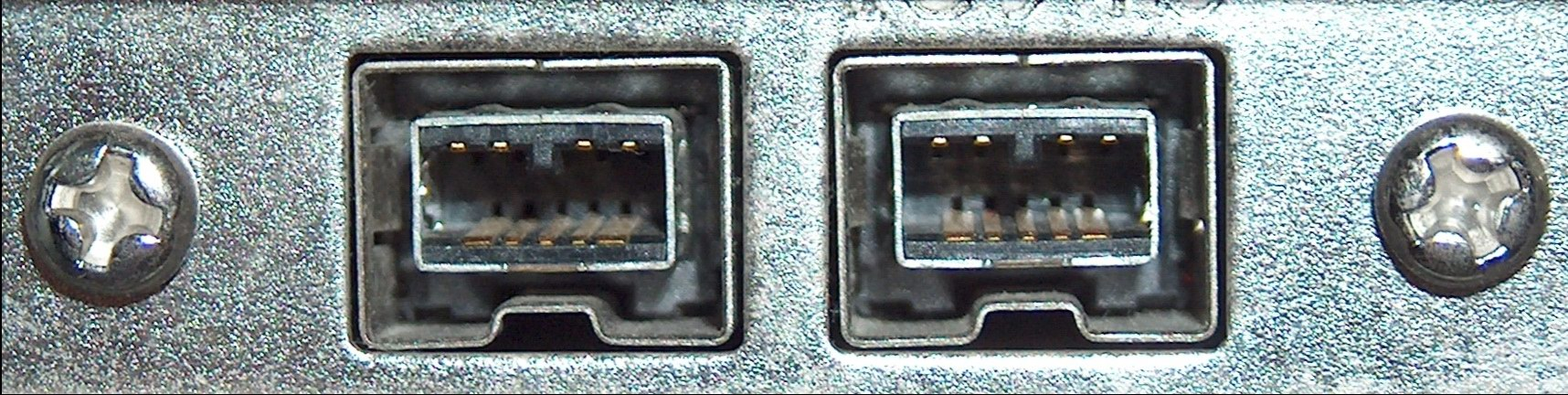
Due porte FireWire 800 a 9 pin

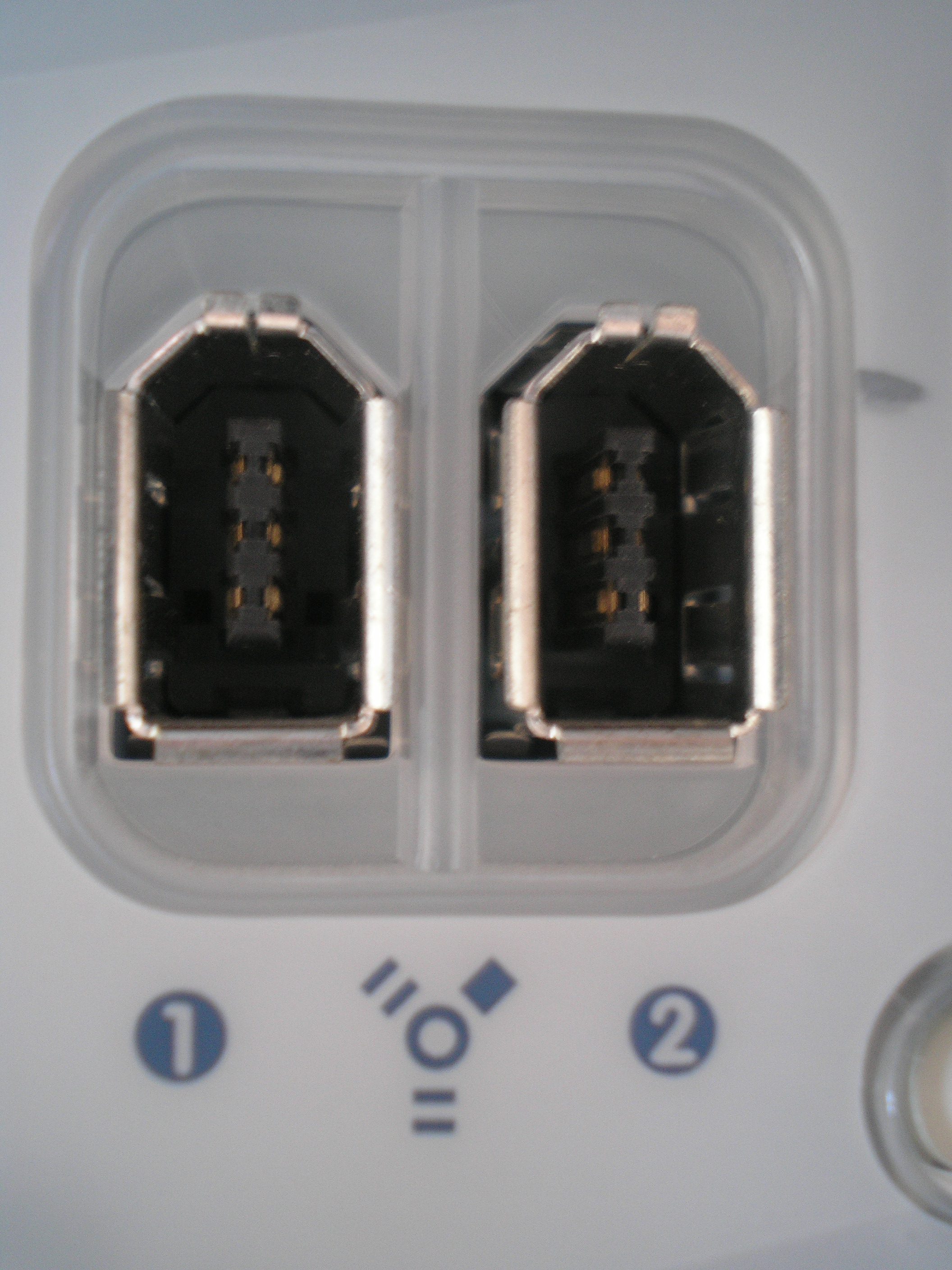
Due porte Firewire 400, su un iMac

FireWire 800 (nome dato da Apple alla versione a 9 pin dello standard IEEE1394b) venne reso disponibile commercialmente da Apple nel 2003; questa evoluzione dello standard innalza la velocità della connessione a 786,432 Mbit/s ed è retrocompatibile col connettore a 6 pin della FireWire 400. Le specifiche complete del IEEE 1394b prevedono anche una connessione ottica lunga fino a 100 metri con una velocità di trasferimento di 3,2 Gbit/s. La modalità di trasferimento S100 supportava cavi schermati di classe 5 lunghi fino a 100 metri. Le nuove specifiche 1394c estendono questa caratteristica anche alla comunicazione a S800. Lo standard originale 1394 e 1394a usa una codifica dei dati e del segnale di controllo che permette di generare il clock in modo molto economico (basta prendere i segnali e metterli in XOR). La versione 1394b dello standard supporta questa codifica per mantenere la retrocompatibilità, ma aggiunge una nuova modalità di codifica più complessa che consente di trasmettere il doppio dei dati. La nuova modalità di trasferimento rende la FireWire significativamente più veloce dello standard concorrente USB 2.0, ma quest'ultimo è largamente il più usato al mondo.
Ormai la connessione Firewire risulta sempre meno presente nella maggior parte delle televisioni digitali, computer, computer portatili e dispositivi multimediali in generale. In quasi tutti questi dispositivi di consumo ormai è usato lo standard HDMI per i flussi audio/video oppure la connessione USB 2.0, ormai superata dall'USB 3.0.